# Eugenio Guzmán Montt
Eugenio Guzmán Montt, (Santiago de Chile, 24 de junio de 1875 - París, Francia, 21 de marzo de 1922). Fue un abogado, agricultor y destacado diplomático chileno.

## Familia
Hijo de José Eugenio Guzmán Irarrázaval y Rosa Montt Montt - hija de Manuel Montt Torres  y Rosario Montt Goyenechea- . Se casó con Rosa Vargas Larraín († 18 de marzo de 1949) con quien tuvo cuatro hijos que fueron; Eugenio Guzmán Vargas casado con Marta Velasco Moreno, Rosa Guzmán Vargas casada con Fernando Correa Larraín, Eduardo Guzmán Vargas casado con Mayo Calvo Badilla y Sergio Guzmán Vargas casado con Josefina Lyon Subercaseaux.
Fue sobrino de Pedro Montt Montt.  Nieto de Manuel Montt y de José Manuel Guzmán Echeverría. Bisnieto de Diego Guzmán Ibañez que fue edecán de José de San Martín.
 Hermano de los diputados Roberto y Jorge Guzmán Montt.

## Estudios
Hizo sus estudios primarios en el Colegio de los Padres Franceses y de humanidades en el Instituto Nacional . Cursó Leyes en la Universidad de Chile hasta obtener el título de abogado en 1900.

## Carrera diplomática
En su juventud fue miembro del Partido Nacional, seguidores del ideal de su abuelo Manuel Montt. En 1901 ingreso a la academia diplomática de Chile , obteniendo distintos grados y destinaciones. Fue embajador pleniponteciario de la delegación de Chile en París en 1920 hasta su fallecimiento.

## Vida privada
Agricultor en Quillota , donde delegó en su hermano Jorge la administración de sus predios agrícolas. Debido a su actividad diplomática y sus destinaciones le fue imposible dedicarse parcialmente a esta actividad.

## Muerte
En la mañana del 21 de marzo de 1922 falleció en el taxi que lo trasladaba desde su casa a la embajada de Chile en París, de un ataque cardíaco. Tan solo contaba con 47 años de edad. Siendo sus restos mortales llevados vía marítima a su país. Fue sepultado en el mausoleo de su familia Guzmán Montt en el cementerio general de Santiago de Chile.